# Luke Clippinger
Luke Clippinger (sinh ngày 24 tháng 9 năm 1972) là một chính khách và luật sư người Mỹ đến từ Maryland. Một đảng viên Dân chủ, ông được bầu vào Hạ viện Maryland năm 2010, đại diện cho quận 46 của bang ở Baltimore. Ông nhậm chức vào ngày 12 tháng 1 năm 2011.

## Đời tư
Clippinger là người đồng tính công khai. Ông là một trong tám thành viên LGBT công khai của Đại hội đồng Maryland, cùng với Thượng nghị sĩ Rich Madaleno (D–Kensington) và Dels.  Maggie McIntosh (D–Baltimore), Mary L. Washington (D–Baltimore), Anne Kaiser (D–Burtonsville), Heather Mizeur (D–Takoma Park), Peter Murphy (D–Bryans Road) and Bonnie Cullison (D–Silver Spring).
Ông là một Elder tại Nhà thờ Brown Memorial Presbyterian, Đại lộ Park. Ông là thành viên từ năm 1986.